# Iglesia de Gumurishi en Sagergaio
La iglesia de Gumurishi en Sagergaio (en georgiano: ღუმურიშის (საგერგაიოს) ეკლესია; en abjasio: Ӷумуришьтәи (Сагергаотәи) ауахәама) un edificio religioso de la iglesia ortodoxa georgiana situada en Zemo Gumurishi, en el distrito de Tkvarcheli de la de facto independiente República de Abjasia, aunque su estatus de iure está dentro de la República Autónoma de Abjasia, parte de Georgia. La iglesia fue construida en el siglo XI y reconstruida en el siglo XIX.
Se encuentra a 3 km al noroeste del pueblo, en una pequeña meseta montañosa conocida localmente como Sagergaio en la margen derecha del río Okumi, parte de la región histórica de Samurzakano. 

## Historia
El sitio llamó la atención de los arqueólogos con el descubrimiento de una inscripción en piedra con un texto en georgiano medieval en 1955 y se estudió de 1986 a 1989. Las excavaciones arqueológicas desenterraron dos capas de construcción, la superior completamente cubierta con follaje, con raíces que bajaban hasta el techo. Es lo que queda de una pequeña iglesia de salón posiblemente de los siglos XV-XVI, que mide 4,5 m x 7,5 m. Esta iglesia tenía un patio que albergaba varias tumbas y estaba protegida con un muro. El piso inferior estaba sepultado por escombros y ocupado por restos de una edificación tipo iglesia salón de una sola nave con unas dimensiones de 12 x 14 m. El salón tenía planta rectangular, con un ábside en la parte oriental inscrito y tenía en su interior dividido en dos con pilastras escalonadas. En esta capa también se encontraron fragmentos de mampostería ornamentada. La iglesia fue finalmente abandonada y cayó en ruinas en el siglo XVII. Por eso no aparece ni en los registros históricos ni en la memoria popular.
No muy lejos de las ruinas, en 1955 se encontró una inscripción georgiana tallada en piedra en escritura medieval asomtavruli (fechada en el siglo XI) y se llevó a un museo en Sujumi. El texto dice: "Dios, ten piedad en ambas vidas de la constructora de esta iglesia, la Reina de Reinas, Sagdujt, hija de Niania. ¡Amén!". La identidad de Sagdujt permanece desconocida.
Georgia ha inscrito la iglesia en su lista de patrimonio cultural pero no tiene control efectivo sobre la zona, por lo que es imposible realizar labores de conservación y de estudio de la iglesia. 